# Abade

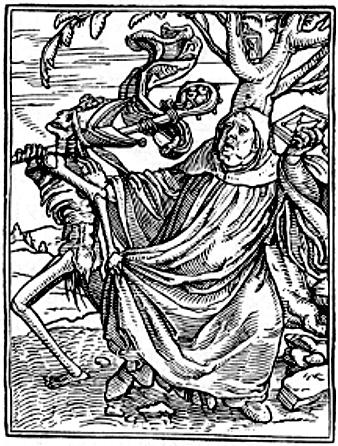
"O Abade", na "Dança da Morte" de Hans Holbein.

A palavra abade, que provém do substantivo latino abbas, abbatis, através da sua forma acusativa abbatem — a qual, por sua vez, deriva do siríaco abbâ (através do étimo hebraico ab) —, significa pai e é utilizada como título clerical, no Cristianismo, com diversas acepções (pároco, cura de almas, prelado de mosteiro ou congregação religiosa, monge, etc.), ainda que se refira, na sua acepção original, à vida monástica e a quem governa uma abadia. Na Igreja Ortodoxa e em outras Igrejas orientais, o título que lhe é comparável é o de hegúmenos ou arquimandrita. Em língua portuguesa o feminino é abadessa.

## Designações

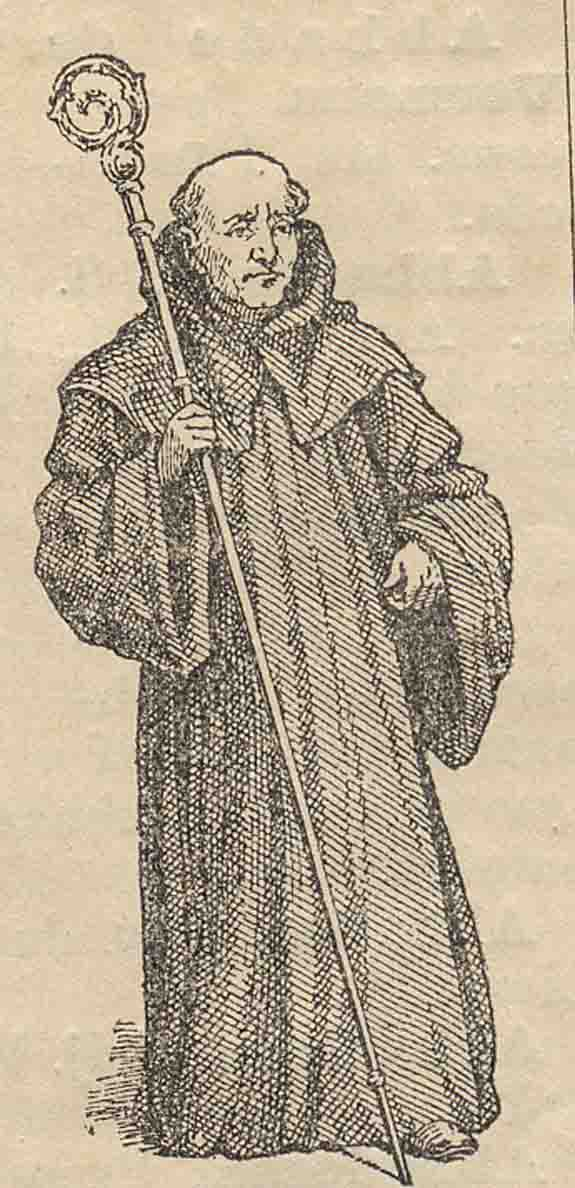
Abade com o hábito tradicional.

O título teve a sua origem nos mosteiros da Síria, no século IV, tendo-se espalhado pelo Mediterrâneo oriental, sendo adoptado, na generalidade das línguas europeias, para designar o governante de um dado mosteiro.
O título de abade só começou a usar-se em 472, e o termo começou por se aplicar a vários tipos de clérigos. Por exemplo, na corte das monarquias Francas dos Merovíngios e carolíngios, o Abbas palatinus ou Abbas Curiae,  referia-se ao capelão da corte (do palácio) e Abbas castrensis, ao capelão de campo, ou seja, do exército. No início, por influência de determinadas passagens da Bíblia da Vulgata, latina, era empregue como título de respeito para qualquer monge, mas rapidamente começou a ser utilizado exclusivamente para alguns superiores monásticos ou guias espirituais, quer governassem mosteiros ou não.

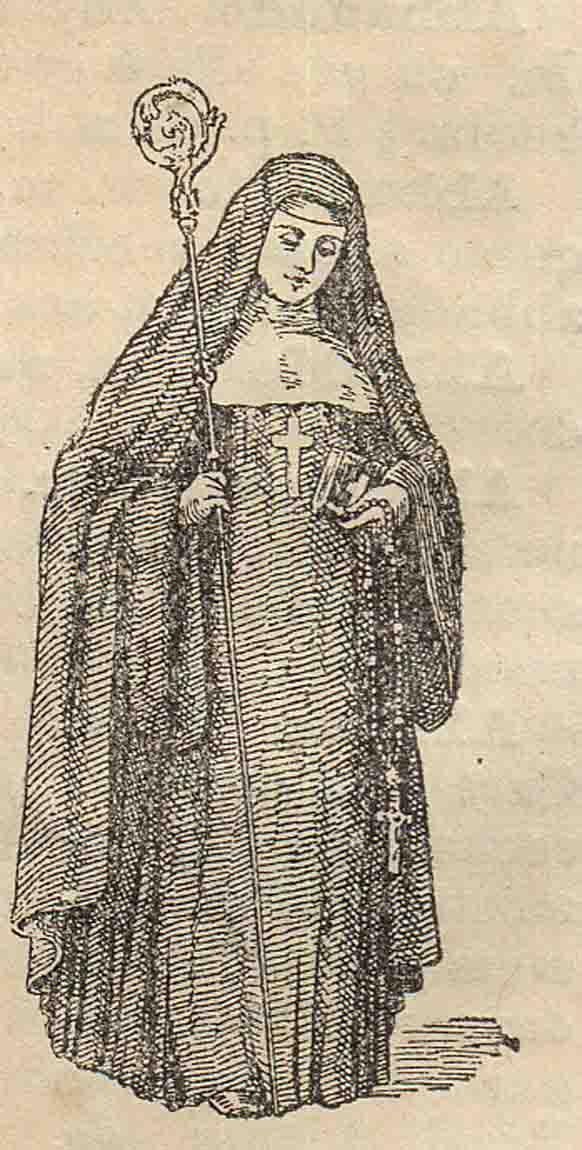
Abadessa com o Hábito tradicional.

Na Península Ibérica, durante a época visigótica, o termo manteve o significado de paternidade espiritual, uso que se manteve mesmo depois da Reconquista, especialmente no que actualmente corresponde ao norte de Portugal. Mais tarde, passou a designar especificamente os superiores de mosteiros e os párocos de algumas freguesias principais, que recebiam directamente os dízimos e outros tributos a que a população estava obrigada em relação à Igreja. Com o liberalismo, no século XIX, acabaram estas obrigações, mas o termo continuou a ser utilizado, inclusive para designar párocos que antes não recebiam esta designação. No sul de Portugal, contudo, o termo nunca foi utilizado com este sentido.
Em Portugal sempre foi um título considerado de respeito para qualquer monge. Usou-se ao longo dos tempos em diversas expressões: Abade dos Abades, por exemplo, era o título envergado pelos superiores dos mosteiros de São Cucufate e de São Vicente de Fora, no bispado de Beja. O Deão de Lamego tinha o título de Abade de Almacave. O mestre escola da colegiada de Nossa Senhora da Oliveira, em Guimarães, era nomeado Abade de São Tiago. Os arcebispos de Braga, desde a união do Convento de São Vitor à câmara arquibispal daquela diocese, envergaram o título de Abades de São Victor. Abade era também o prelado de uma abadia regular que, sendo elevado à dignidade episcopal, transformava a sua igreja e mosteiro em catedral e sede do bispado. Foi o caso de São Martinho, bispo de Dume, junto a Braga.
Nos mosteiros de cónegos regrantes, "Abade dos cónegos" era a designação daquele que precedia, em tudo, aos priores castreiros residentes ou vigários. O nome Abade Magnate, foi atribuído ao abade da congregação de São Bernardo, que tinha território próprio e isento de jurisdição episcopal, conhecia das coisas matrimoniais e sacrílegas, dava demissórias aos súbditos seculares, punha vigários gerais, etc.
Os abades de igrejas seculares e paroquias que tinham sido antigamente mosteiros, como a de Soalhães, no Porto, e a de Sebadim em Arcos de Vale de Vez, gozavam do título de Abade do Prelado. São Teotónio foi em Portugal o primeiro que trocou este título pelo de Prior.
Outras congregações escolheram outros títulos para os seus superiores, como, entre os Dominicanos, Carmelitas e Agostinhos, que os designam como Praepositus, Reitor, e Prior; entre os Franciscanos, Custos, (guardião); e, entre os Camaldulenses, "Major."

## História monástica

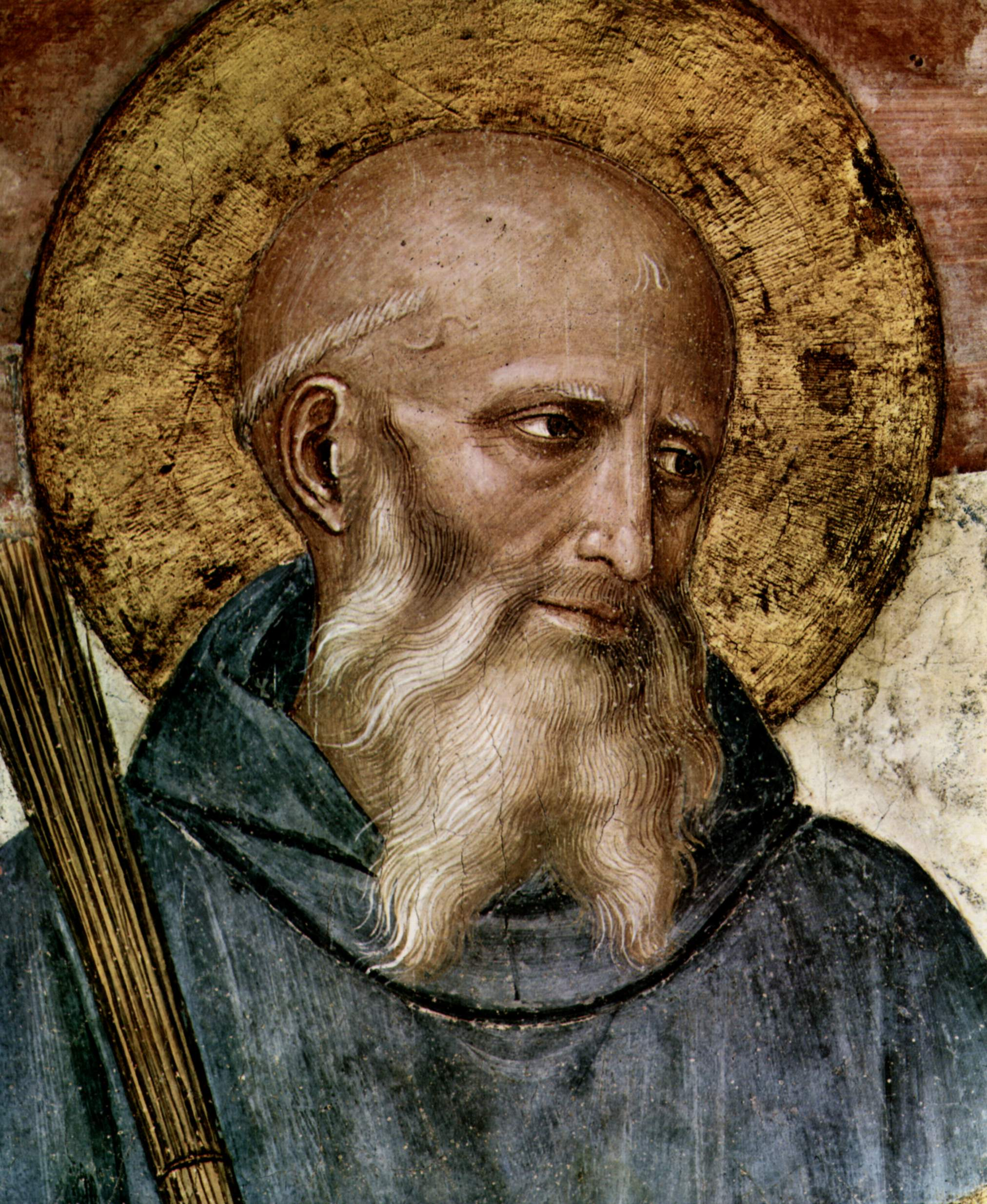
São Bento, retratado por Fra Angelico. Na sua regra, definiu algumas das normas relativas ao cargo abacial.

No Egipto, onde nasceu o monasticismo cristão, a jurisdição do abade ou arquimandrita estava muito vagamente definida. Superintendia uma única comunidade, ou, por vezes, várias, que tinham também o seu próprio abade. São Bento de Núrsia considerava que o abade era o representante de Cristo, o apoio das necessidades dos monges, além de ter autoridade jurídica e administrativa no mosteiro.
João Cassiano escreveu sobre um abade de Tebaida que dirigia cerca de 500 monges. Segundo a Regra de São Bento, que, até à reforma de Cluny, era a norma no Ocidente, um abade deveria ter jurisdição apenas sobre uma comunidade. A regra, como era inevitável, foi alvo de frequentes violações. Com a fundação da Ordem de Cluny, passou a defender-se a ideia de um abade supremo responsável por todas as casas de uma Ordem.
Os monges, por regra, eram leigos, e os abades não eram excepção. Para a recepção dos sacramentos, bem como para qualquer ofício religioso, o abade e os monges teriam de se dirigir à igreja mais próxima. Esta regra tornou-se, contudo, inconveniente quando um mosteiro se situava num deserto ou longe de qualquer cidade, o que obrigou à ordenação de alguns monges. Esta inovação não se deu sem polémica, já que a dignidade eclesiástica era considerada incompatível com uma vida totalmente devotada à espiritualidade e à santidade, mas, antes do fim do século V, quase todos os abades tornaram-se diáconos ou padres, pelo menos no Oriente. A mudança foi mais lenta a Ocidente, onde os leigos mantinham a maior parte das vezes o cargo até ao final do século VII. A liderança eclesiástica exercida pelos abades, apesar do seu estatuto de leigos, prova-se pela sua presença e participação em concílios eclesiásticos. Assim, no Concílio de Constantinopla, em 448, 23 arquimandritas e abades participaram, ao lado de 30 bispos.

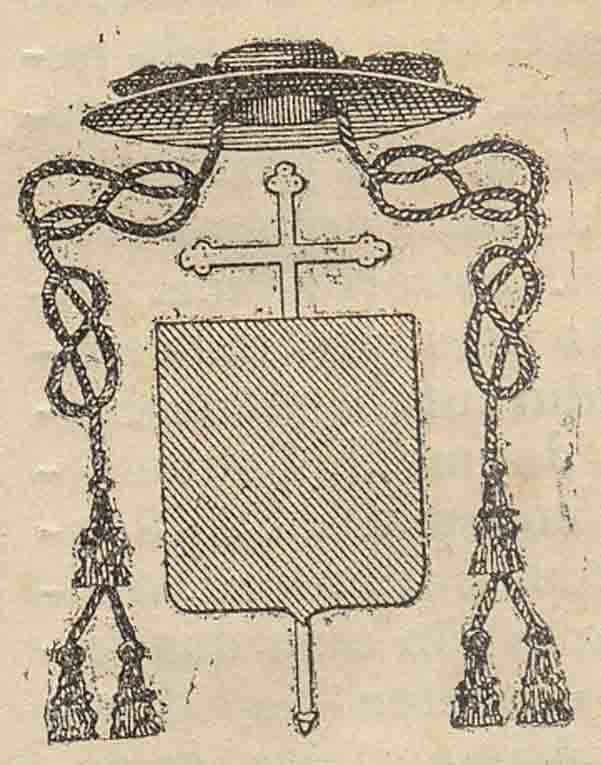
Brasão de Abade Mitrado.

O Segundo Concílio de Niceia, em 787, reconheceu aos abades o direito de conferir a tonsura e ordenar os seus monges nas ordens inferiores até à ordem de leitor – poder, em geral, reservado aos bispos.
Os abades estavam sujeitos à jurisdição episcopal e assim continuaram no Ocidente até ao século XI. O Código de Justiniano (lib. i. tit. iii. de Ep. leg. xl.) subordinava expressamente o abade à supervisão episcopal. O primeiro caso de isenção de controlo episcopal em relação a um abade foi em relação a Fausto, abade de Lerins, no Concílio de Arles, em 456. As exigências algo despóticas dos bispos tornaram estas excepções mais frequentes. No século VI, a política de isenção abacial da subordinação episcopal teve um importante impulso, principalmente depois do pontificado de Gregório Magno. Estas excepções criaram, no entanto, problemas na organização da Igreja. No século XII a situação era a de imperium in imperio, estando os bispos desautorizados perante importantes centros de influência das suas dioceses. Nesse mesmo século, os abades de Fulda pediram precedência em relação ao arcebispo de Colónia. Os abades começaram então a assumir cada vez mais um estatuto quase equiparável ao de bispo e, em desafio em relação aos primeiros concílios, começaram a adoptar insígnias episcopais, como a mitra, anel, luvas e sandálias, o que preocupou algumas personalidades, como São Bernardo. É defendido por alguns autores que o direito de usar mitra já tinha sido concedido pontificialmente, por várias vezes, a abades, mesmo antes do século XI, mas os documentos que apoiam esta tese não são actualmente considerados genuínos. O primeiro caso registado consiste numa bula pela qual Alexandre II, em 1063 concedia o uso da mitra a Egelsinus (Egélsino), abade do mosteiro de Santo Agostinho, em Cantuária. Entre os abades com mitra, em Inglaterra, contavam-se os de Abingdon, da Abadia de Saint Alban, Bardney, Battle, da Abadia de Bury St Edmund's, St Augustine's Canterbury, Colchester, Croyland, Evesham, Glastonbury, Gloucester, St Benet's Hulme, Hyde, Malmesbury, Peterborough, Ramsey, Reading, Selby, Shrewsbury, Tavistock, Thorney, Westminster, Winchcombe e St Mary's York.

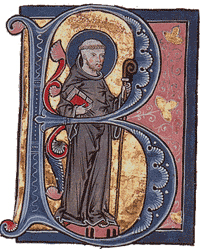
São Bernardo de Claraval, numa iluminura. Note-se, na sua mão, o báculo de abade.

A precedência, entre estes, fora concedida originalmente ao abade de Glastonbury, até que em 1154 o Papa Adriano IV (Nicholas Breakspear) a concedeu ao Abade de St Alban, de cujo mosteiro era originário. Logo após ao abade de St Alban's, seguia-se, na hierarquia, o abade de Westminster. Para distinguir abades de bispos, foi ordenado que as mitras abaciais fossem manufacturadas com materiais de menor custo, não podendo ser ornamentados com ouro – regra que rapidamente foi desrespeitada. A curva do báculo deveria também dirigir-se para dentro, em vez de para fora, de forma a indicar que a sua jurisdição se limitava à sua própria casa.
A adopção de certas insígnias episcopais pelos abades foi seguida por uma crescente intrusão também nas funções do bispo – tendo-se tentado corrigir esta ingerência no Primeiro Concílio de Latrão em 1123. Gradualmente, os abades ocidentais começaram a reclamar o alargamento dos poderes já antes conquistados no Concílio de Niceia de 787, até que o Papa Inocêncio IV lhes conferiu o direito de conferir o subdiaconato e o diaconato.
Quando se abria uma vaga para o lugar de abade, por vezes, o bispo poderia eleger o novo dignitário de entre os monges da abadia, mas, segundo a regra de São Bento, seriam os próprios monges a elegê-lo, cabendo ao bispo apenas a confirmação e bênção. Em abadias isentas da jurisdição (arqui)diocesana, a confirmação e bênção do novo abade deveria recair sobre o próprio Papa, o que obrigava a uma viagem até Roma, às expensas da abadia. Era necessário que o abade tivesse mais de 25 anos, de nascimento legítimo, pertencente à sua casa. Se nenhum dos monges cumprisse estes requisitos, abria-se uma excepção para outro monge, de outro convento, que fosse digno de dirigir os outros, por ter praticado a regra da obediência. Em alguns casos excepcionais, um abade poderia escolher o seu próprio sucessor. João Cassiano fala de um abade, no Egipto, que o teria feito. Mais tarde, o mesmo aconteceu com São Bruno de Colônia. Os Papas e os soberanos foram, contudo, imiscuindo-se cada vez mais nos direitos dos monges – chegando ao ponto de o próprio Papa usurpar exclusivamente para si a nomeação de todos os abades. O mesmo aconteceu em França, onde o rei apenas abria excepção para as abadias de Cluny, Premontre e outras casas dirigentes da sua Ordem. A eleição era vitalícia, a não ser que o abade fosse deposto pelos superiores da sua Ordem.

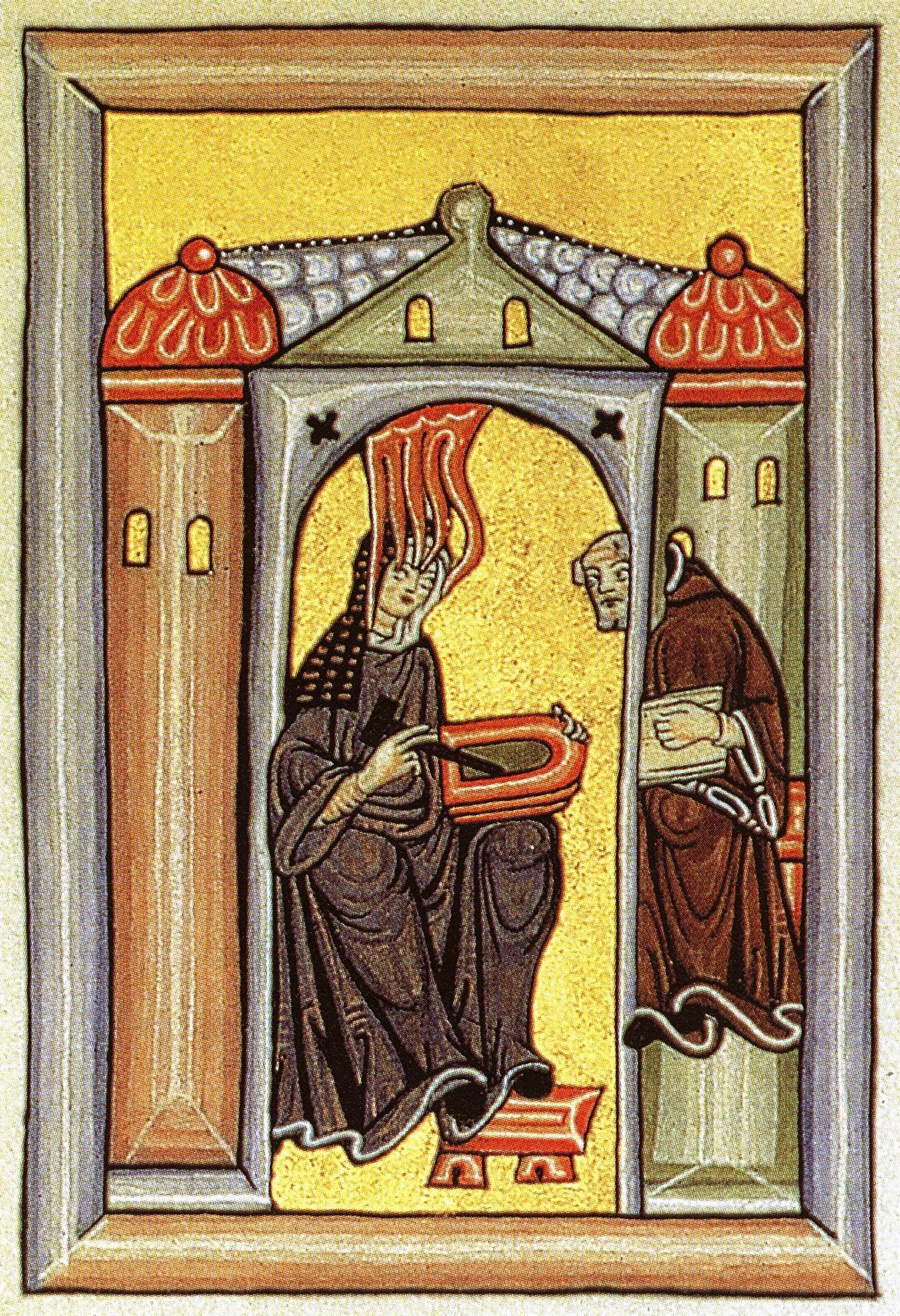
Iluminura medieval mostrando a abadessa Hildegard von Bingen e o monge Volmar.

A cerimónia da admissão formal de um abade Beneditino na Idade Média seguia, em termos gerais, o direito consuetudinário de Abingdon. O abade recém eleito deveria tirar os sapatos junto à porta da Igreja e seguir descalço até junto dos membros da sua casa. Depois de chegar à nave, dever-se-ia ajoelhar e orar no degrau mais alto da entrada do coro, onde seria recebido pelo bispo ou por alguém designado episcopalmente, e conduzido ao seu lugar. Os monges, de seguida, ajoelhar-se-iam, dando-lhe o beijo da paz na mão e, ao levantarem-se, na boca, enquanto o abade envergaria o báculo. Em seguida, voltava a colocar os sapatos na vestiaria, realizava-se um capítulo e o bispo, ou o seu representante, faria um sermão apropriado.
O poder do abade era paternal (paternalidade "pneumática") mas absoluto, limitado apenas pelo consignado no direito canónico. Uma das principais metas do monasticismo consistia na repressão do amor-próprio e do egoísmo, considerando-se a obediência um dos caminhos para a perfeição. Era considerado um dever sagrado executar todas as ordens do abade, considerando-se, por vezes, transgressão agir sem a sua ordem. Cassiano detalha como, por exemplo, entre os monges egípcios, esta aspiração à virtude era de tal forma exaltada que se traduzia, por vezes, na realização das tarefas mais humilhantes ou impossíveis de realizar, como regar uma planta seca meses seguidos (já que não houve ordem em contrário) ou tentando remover uma rocha cujo peso suplantava em muito a capacidade do monge.

## Modo de vida
Antes da era moderna, o abade era tratado com a maior das reverências pelos seus confrades. Quando entrava na igreja ou em reunião do capítulo, todos os presentes se levantavam e o reverenciavam. As suas ordens por escrito era recebidas de joelhos, como se se tratasse de um rei ou do Papa. Nenhum monge se poderia sentar na sua presença ou abandonar a sala sem a sua permissão, reflectindo aí as normas de etiqueta familiares e sociais devidas aos "pais". O lugar mais elevado era para ele reservado, tanto na Igreja como à mesa. No Oriente, comia com os outros monges. No Ocidente, segundo a Regra de São Bento, deveria comer numa mesa à parte, onde poderia conviver com estranhos à casa e convidados. Como esta regra poderia ser interpretada como uma permissão para uma vida de luxo, o Concílio de Aachen, em 817, decretava que o abade deveria comer com os seus confrades no refeitório, contentando-se com o alimento dado aos outros, a não ser quando houvesse visitas. Estas deliberações, contudo, raramente foram cumpridas à risca e os abades não ficaram para a história como exemplos de dieta austera. A literatura da época é pródiga em relatos satíricos e desbargados quanto à extravagância das mesas abaciais. Quando o abade condescendia em comer no refeitório, o seu capelão esperava-o, com os pratos, sendo por vezes necessário alguém que o servisse. Quando os abades comiam no seu compartimento, a Regra de São Bento obrigava-os a convidar os seus confrades para a mesa, desde que houvesse espaço, sendo de evitar conversas frívolas e querelas.

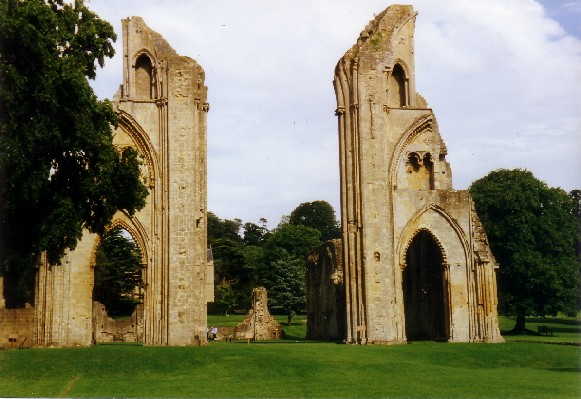
Ruínas da abadia de Glastonbury.

O vestuário do abade deveria ser, de acordo com a regra, igual ao dos outros monges. Mas, no século X a regra era já posta de lado, existindo vários relatos que reclamam contra abades que se vestiam de seda e com adereços de luxo. Por vezes, abandonavam o hábito monástico e assumiam roupas seculares. Com o crescimento do seu poder e riqueza, os abades começaram a perder grande parte do seu carácter religioso, tornando-se grandes senhores, distinguindo-se dos leigos praticamente apenas pelo celibato. É desta forma que surgem referências, na literatura, a abades que vão à caça, com grandes séquitos portando arcos e flechas, que mantêm cavalos, cães e batedores, com uma magnificência comparável à dos principais nobres do reino. Caçavam em mulas com rédeas douradas, selas ricamente lavradas e com falcões. O abade de Leicester, por exemplo, em 1360, era reconhecido com um dos mais hábeis na arte da caça. Os sinos das igrejas tocavam à sua passagem. Conviviam de igual para igual com os leigos da mais alta distinção, compartilhando com eles interesses e prazeres. Esta posição e poder era usado, contudo, com fins beneficentes. Por exemplo, lemos a respeito de Whiting, último abade de Glastonbury — condenado à morte após julgamento, por Henrique VIII — que a sua casa era algo como uma corte bem governada, onde cerca de 300 filhos de nobres eram educados na virtude, de acordo com o desejo dos seus pais, em conjunto com outros com menos recursos económicos, que aí eram preparados para a vida universitária. Conseguia atender e entreter mais de 500 convidados de renome, ao mesmo tempo que visitava e socorria os mais pobres duas vezes por semana. Tinha as suas casa de campo e de pesca. Quando ia de viagem até ao parlamento, seguia com um séquito de mais de 100 pessoas. Os abades de Cluny e Vendôme eram, por honra do seu ofício, Cardeais da Igreja Católica.
Ao longo do tempo, o título de abade começou a ser usado por clérigos que não tinham qualquer relação com o sistema monástico, como acontecia com os guias espirituais de um corpo paroquial de clérigos. O título chegou mesmo a ser adoptado por oficiais puramente seculares, como o magistrado-mor de Génova, designado como Abbas Populi.

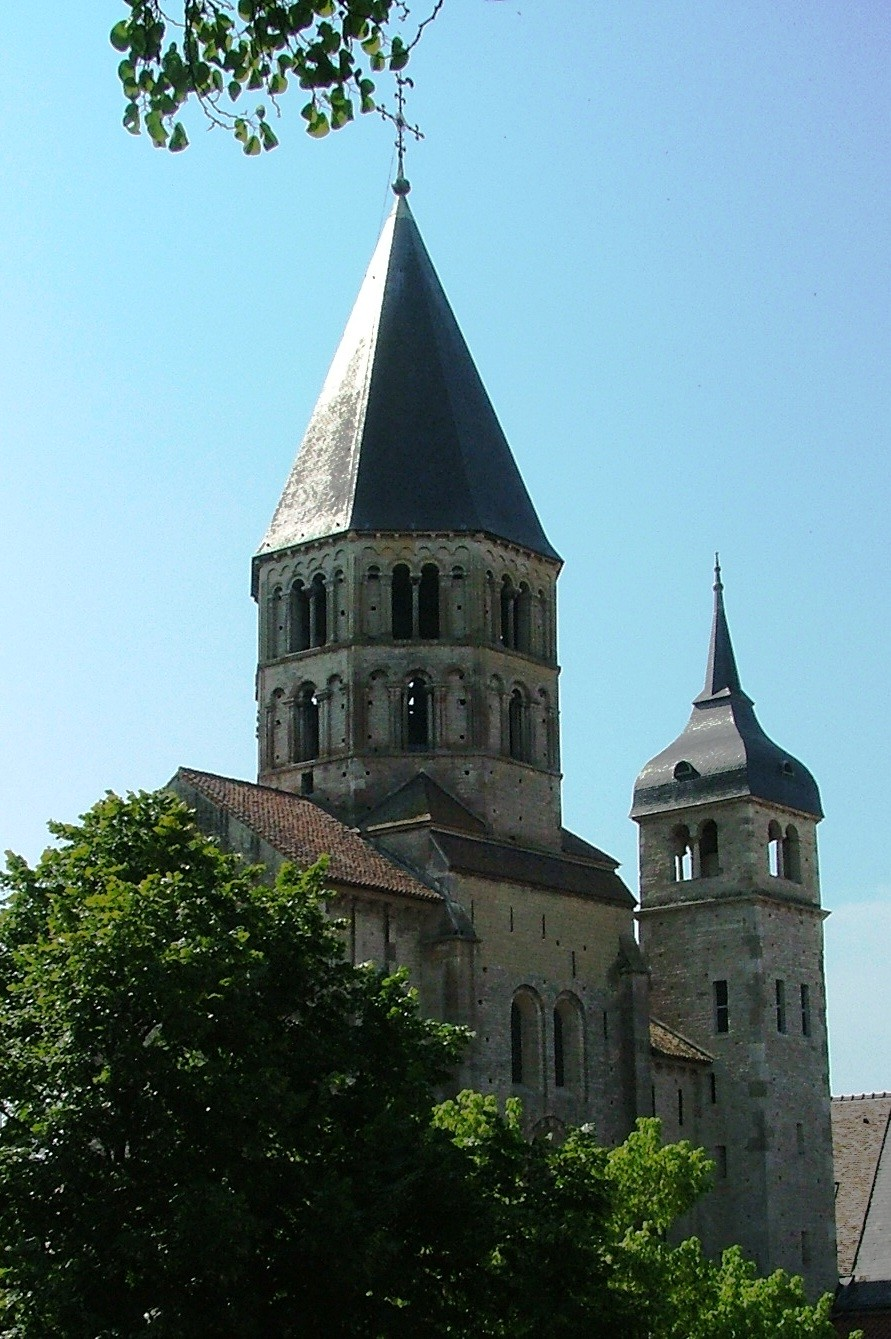
Abadia de Cluny.

### Abades comendatários
Os abades comendatários, leigos, (designados em latim, defensores, abbacomites, abbates laici, abates milites, abbates saeculares ou irreligiosi, abbatiarii, ou, por vezes, apenas abbates)  apareceram como resultado do desenvolvimento do sistema feudal, a partir do século VIII,  com a prática da atribuição de comendas pelo rei ou pelo Papa, que obrigavam as comunidades a pagar determinadas rendas a senhores, leigos, geralmente cavaleiros de ordens militares, em troca da sua protecção ou como forma de pagamento por serviços militares. Em geral, a gestão destes abades, desligada dos interesses dos mosteiros, foi quase sempre danosa para os mesmos.
O sistema estabeleceu-se durante a época Carolíngia, com a atribuição de feudos e benefícios hereditários que só começariam a ser reformulados com a reforma de Cluny no século X; até no mosteiro de Alcobaça ou no Mosteiro de Tibães se instituíram abades comendatários. A Abadia de Saint Denis, por exemplo, foi dada em comenda a Hugo Capeto. Em Inglaterra, o abuso da atribuição destas comendas foi particularmente grave no século VIII, como se pode depreender das actas do Concílio de Cloveshoe.
O enfeudamento das abadias diferia em grau e em forma. Por vezes, os monges ficavam directamente sujeitos à autoridade do abade comendatário; noutras ocasiões, as funções espirituais eram delegadas a um substituto, geralmente conhecido como deão, mas a que também se aplicava o termo abade (abbas legitimas, monasticus, regularis). Em grande parte do mundo Cristão, no século XI assiste-se a uma reforma que faz terminar com a jurisdição directa dos abades comendatários sobre os mosteiros. Em Portugal, contudo, os abades comendatários foram suprimidos apenas em 1640, depois da reforma das ordens Cistercienses e dos Beneditinos — altura, também, em que o mandato dos abades deixou de ser vitalício, passando a ter uma duração de três anos (com a restauração dos Beneditinos em Portugal, o cargo voltou a ser vitalício).  No sul de França, por exemplo, algumas famílias mantiveram o título de abades cavaleiros (abbates milites) por séculos, mantendo também alguns dos seus benefícios. Mas estes abusos do poder secular não se limitaram ao Ocidente. João, patriarca de Antioquia, relata que, no início do século XII, muitos dos mosteiros eram governados por leigos, bencficiarii, de forma vitalícia ou temporária, por ordem imperial.
Geraldo de Gales refere (em Itinerary, ii.iv) , a respeito da Igreja de Gales, no século XII:
"um mau costume assentou entre o clero, de nomear os mais poderosos da paróquia como directores, ou, melhor, patrões, das suas igrejas; que, ao longo do tempo, dominados pela ganância, usurparam todo o direito, apropriando para seu benefício todas as possessões em terra, deixando para os clérigos, apenas, o altar, com os dízimos e oferendas – e mesmo consignando estes para os seus filhos e amigos na Igreja. Estes defensores, ou, melhor, destruidores, da Igreja, tomaram para si o título de Abades, presumindo um título, e um estatuto, a que não tinham qualquer direito."
Nas catedrais conventuais, onde o bispo ocupava o lugar do abade, as funções que a este estavam adjudicadas eram atribuídas a um prior.

## Hierarquia abacial

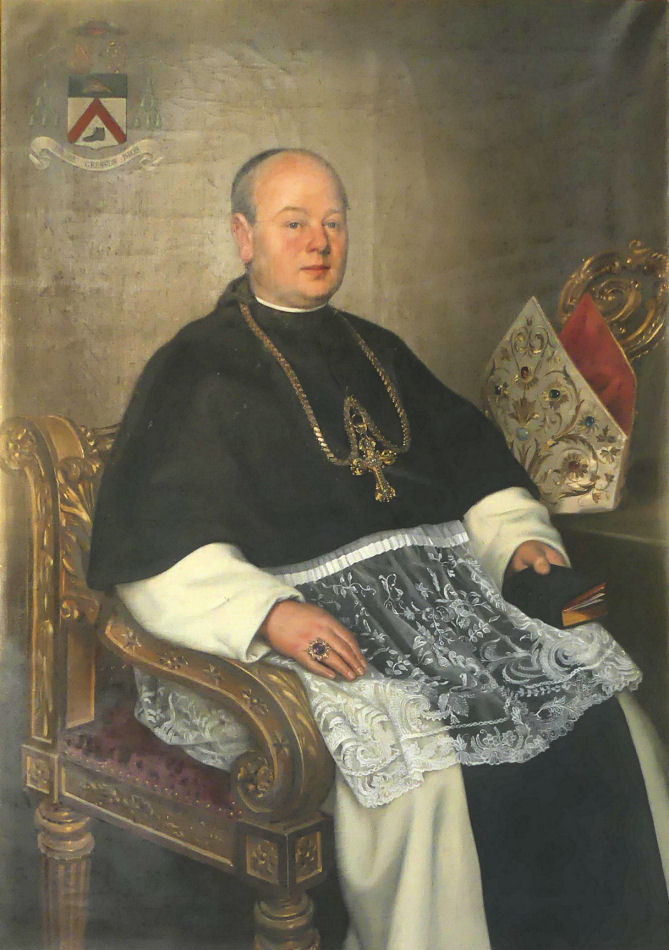
Thomas Schoen 1903, OCist.

Em muitas Ordens existia uma relação piramidal entre uma abadia maior, a matriz, que, geralmente, teria sido palco de uma reforma monástica ou mesmo origem de uma nova Ordem, e outras a ela submetidas como prioratos, algumas com abades próprios. Como uma abadia secundária podia tornar-se matriz, a "árvore genealógica" destas abadias torna-se particularmente complexa, reconhecendo-se o papel fundador da primeira abadia, que passa a ser reconhecida como a abadia superior. Em Portugal isso acontecia com o Mosteiro de Tibães, onde presidia o abade geral da congregação Beneditina e no Mosteiro de Alcobaça, para a congregação Cisterciense.
Por vezes, mantinha-se uma posse real sobre as abadias incorporadas na congregação. O Abade de Cluny, por exemplo, recebia das abadias subordinadas um ganho considerável, pelo que se tornou um dos senhores mais poderosos da Igreja, e dos preferidos para ocupar a cadeira de São Pedro. Noutros casos, a precedência era apenas honorífica.
Por vezes, o abade geral era designado com um título mais específico, como abade general, abade presidente, abade primaz, abade de regime, abade nullius ou arquiabade.

## Pronomes de tratamento
De acordo com Paul (2008, p. 41), os pronomes de tratamento oficiais para abade são:
| Por escrito | Saudação inicial                                                                                                | Pessoalmente (vocativo epistolar) | Vocativo protocolar              |
| --- | --- | --- | -------------------------------- |
| Ao Reverendíssimo Dom (nome completo) Abade de/do[s]/da[s] (denominação do mosteiro ou abadia e/ou do instituto de vida religiosa)      | Reverendíssimo Padre                                                                                            | Vossa Paternidade Reverendíssima (no tratamento inicial; nos outros seguintes tratamentos)                                                                      | Revmo. Sr. Abade de/do[s]/da[as] |
| A Sua Reverendíssima o Abade de/do[s]/da[s] (denominação do mosteiro ou abadia e/ou do instituto de vida religiosa) Dom (nome completo) | Vossa Paternidade Reverendíssima (no tratamento inicial; nos outros seguintes tratamentos)                      | Vossa Paternidade (se for saudar o abade em algum despacho ou evento religioso na abadia, em linha separada, anterior ao parágrafo central ou último do texto.) | Revmo. Sr. Abade de/do[s]/da[as] |
| Dom Abade ou Reverendíssimo Dom Abade                                                                                                   | Vossa Paternidade (se for saudar o abade, em linha separada, anterior ao parágrafo central ou último do texto.) | Vossa Paternidade (se for saudar o abade em algum despacho ou evento religioso na abadia, em linha separada, anterior ao parágrafo central ou último do texto.) | Revmo. Sr. Abade de/do[s]/da[as] |
| Dom (nome completo) | Vossa Paternidade (se for saudar o abade, em linha separada, anterior ao parágrafo central ou último do texto.) | Vossa Paternidade (se for saudar o abade em algum despacho ou evento religioso na abadia, em linha separada, anterior ao parágrafo central ou último do texto.) | Revmo. Sr. Abade de/do[s]/da[as] |

## Heráldica
Os abades têm direito a usar brasão de armas segundo as regras próprias da heráldica eclesiástica. O Abade apõe ao seu brasão o capelo negro de 12 borlas e o báculo abacial (difere dos báculos episcopais devido a ter um lenço preso no topo). Já o Abade Territorial apõe ao seu brasão o capelo verde de 12 borlas (próprio da dignidade episcopal, pois tal como os bispos também os abades territoriais administram uma circunscrição territorial) e o báculo abacial.
| Brasão | Hierarquia                 | Ornamentos Exteriores |
|        | Abade Territorial          | Os Abades com jurisdição sobre todos os fiéis circunscritos à sua Abadia Territorial, sejam clérigos, religiosos ou leigos (abades nullius) usam no seu brasão as insígnias episcopais, com o galero verde de 12 borlas, mas substituindo a cruz episcopal pelo báculo abacial (com velo, isto é um lenço, no nó). Os Abades Mitrados têm o privilégio de usar no brasão as mesmas insígnias dos Abades Territoriais. |
|        | Arquiabade ou Abade Primaz | Os Arquiabades e Abades Primazes usam no brasão o galero negro com 20 borlas e o báculo abacial. |
|        | Abade ou Prior Mitrado     | Os Abades e Priores Mitrados usam no brasão o galero negro com 12 borlas e o báculo abacial. |
|        | Abadessa                   | As Abadessas usam o brasão em elipse envolvido pelo terço e ornado pelo báculo abacial (com velo no nó). |

## Utilização do termo em épocas mais recentes
O título correspondente em francês, abbé (em italiano: abbate), tal como é utilizado pela Igreja Católica no continente europeu, é aplicado a todos os que receberam a tonsura. Este uso do título terá tido origem no direito concedido pelo rei de França, por concordata entre o Papa Leão X e Francisco I de França, ao designar abades comendatários para quase todas as abadias de França. A esperança de obterem estas sinecuras levou muitos jovens a ingressar na carreira eclesiástica. Passaram a ser conhecidos por abbés de cour – "abades de corte" ou, por vezes, chamados ironicamente de  abbes de sainte esperance – abades de Santa Esperança. A ligação de muitos com a Igreja era na maior parte dos casos o mais relaxada possível, consistindo, basicamente, em adoptar o título, depois de um curso pouco exigente de teologia, na prática do celibato e no uso de vestes distintivas, geralmente uma capa curta, de cor violeta escura, com um colarinho curto. Sendo considerados, presumivelmente, homens cultos, eram frequentemente admitidos nas casas nobres como tutores ou conselheiros. Quase todas as grandes famílias tinham o seu próprio abbé. Esta classe não sobreviveu à Revolução Francesa; mas o título de cortesia de abade, tendo perdido a sua ligação com qualquer função eclesiástica, permaneceu como um termo aplicável à generalidade dos clérigos.

## Protestantismo
Na Igreja Evangélica Alemã, o título de abade (Abt) é, por vezes, também utilizado como distinção honorífica, tendo sobrevivido também como título que passou para os directores das instituições resultantes da conversão de mosteiros, pela Reforma Protestante. Um dos casos mais notáveis é o da abadia de Lokkum, em Hanôver, fundada como mosteiro Cisterciense em 1163 pelo Conde Wilbrand de Hallermund, e reformada em 1593. O abade de Lokkum, que mantém actualmente o seu báculo pastoral, tem precedência sobre todo o clero de Hanôver, e era, ex officio, membro do consistório do reino. O corpo governante da abadia consistia em abade, prior e "convento" de cónegos (Stiftsherren).
Na Igreja Anglicana, o Bispo de Norwich, por decreto real emanado por Henrique VIII, detém, também o título honorário de "Abade de St. Benēt." Com a separação da Igreja de Inglaterra da alçada da Santa Sé, Henrique, como dirigente supremo da nova Igreja Independente, tomou para si todos os mosteiros e suas possessões, exceptuando o de St. Benēt, que foi poupado, tendo em conta que o seu abade e monges viviam apenas de esmolas, como simples pedintes. Em consequência, o bispo de Norwich foi deposto, passando o abade desta Ordem a ocupar os dois cargos.